# Getz au Go Go
 (juin 2018).
Si vous disposez d'ouvrages ou d'articles de référence ou si vous connaissez des sites web de qualité traitant du thème abordé ici, merci de compléter l'article en donnant les références utiles à sa vérifiabilité et en les liant à la section « Notes et références ».
Albums de The New Stan Getz Quartet featuring Astrud Gilberto
Stan Getz & Bill Evans
(1964) Getz/Gilberto Vol. 2
(1964)
Getz au Go Go est un album, sorti en décembre 1964, du saxophoniste américain Stan Getz, accompagné de son quartette, et en collaboration avec la chanteuse brésilienne de bossa nova Astrud Gilberto.
Il est enregistré, en public, au café « Au Go Go » de Greenwich Village (New York, États-Unis), où l'ensemble se produit le 19 août 1964.

## Liste des titres
|       | 'Face A'                                |                                                  |      |
| A1.   | Corcovado (Quiet Nights Of Quiet Stars) | Antônio Carlos Jobim                             | 2:40 |
| A2.   | It Might As Well Be Spring              | Richard Rodgers, Oscar Hammerstein II            | 4:13 |
| A3.   | Eu E Voce                               | Carlos Lyra, Vinícius de Moraes                  | 2:50 |
| A4.   | Summertime                              | George Gershwin, Ira Gershwin                    | 8:00 |
| A5.   | 6-Nix-Pix-Flix                          | Gary Burton                                      | 1:30 |
|       | 'Face B'                                |                                                  |      |
| B1.   | Only Trust Your Heart                   | Benny Carter, Sammy Cahn                         | 4:00 |
| B2.   | The Singing Song                        | Burton                                           | 3:28 |
| B3.   | The Telephone Song                      | Roberto Menescal, Ronaldo Bôscoli, Norman Gimbel | 1:55 |
| B4.   | One Note Samba                          | Jobim, Newton Mendonça                           | 3:15 |
| B5.   | Here's That Rainy Day                   | Jimmy Van Heusen, Johnny Burke                   | 6:00 |
| 37:51 |                                         |                                                  |      |

## Crédits
| - Stan Getz : saxophone ténor - Astrud Gilberto : chant - Chuck Israels, Gene Cherico : basses - Hélcio Milito, Joe Hunt : batteries - Kenny Burrell : guitare - Gary Burton : vibraphone | - Production : Creed Taylor - Ingénierie : Rudy Van Gelder - Ingénierie (direction) : Val Valentin - Livret d'album : Gene Lees |